# Skizoo
Skizoo var ett spanskt alternativ metal-band grundat 2005 av Sôber-gitarristerna Jorge Escobedo och Antonio Bernardini. De släppte 3 studioalbum och var aktiva fram till 2009.

## Biografi
Spanska rockbandet Sôber splittrades år 2005 och det ledde till att två nya band grundades. Medan Carlos Escobedo och Alberto Madrid (avliden 2006) grundade Savia, grundade Jorge Escobedo och Antonio Bernardini Skizoo. Till en början räknade bandet med katalanska sångaren Morti, basisten Daniel Criado (XXL) och trummisen Dani Perez (Saratoga och Stravaganzza), med den lineupen släppte de debutalbumet Skizoo samma år som de grundades. Kort senare hoppade Daniel Criado av och blev ersatt av Edu Fernández (basist i Stravaganzza). Singlar som Renuncia Al Sol, Arriésgate och No Todo Está Perdido gjorde bandet känt inom spanska hårdrocksscenen. 
I början av år 2007 släppte bandet sitt andra album Incerteza som spelades in i Murcia och mixades i New York. Det här albumet hade en klart hårdare stil än den förra och enligt många fans är det bandets bästa platta. Året därpå släpps tredje och sista plattan 3 (Tres) med 10 nya låtar och en cover på The Passenger med Iggy Pop. Kort efter skivsläppet lämnade Dani Perez och Edu Fernández bandet och blev ersatta av Iván Ramírez (före detta trummis i Ebony Ark) och José Hurtado (basist i Coilbox).
Skizoo tog farväl av sina fans med bonusskivan La Cara Oculta som innehöll bland annat demoinspelningar, remixer, osläppta låtar etc. och splittrades officiellt i augusti 2009. I början av 2010 meddelades det att Sôber officiellt återförenats.

## Medlemmar

### Senaste medlemmar
- Morti – sång
- Jorge Escobedo – gitarr
- Antonio Bernardini – gitarr
- José Hurtado – basgitarr
- Iván Ramirez – trummor

### Tidigare medlemmar
- Daniel Criado – basgitarr (2005)
- Dani Pérez – trummor (2005–2008)
- Edu Fernández – basgitarr, bakgrundssång (2005–2008)

## Diskografi

### Studioalbum
- Skizoo (El Diablo) – 2005
- Incerteza (EMI) – 2007
- 3 (DFX Records) – 2008

### Samlingsalbum
- La Cara Oculta (DFX Records) – 2008

### Singlar / musikvideor
- "Arriésgate" – 2005
- "Habrá Que Olvidar" – 2005
- "Renuncia Al Sol" – 2005
- "Dame Aire" – 2007
- "Algún Día" – 2007
- "Incerteza" – 2007
- "Skizoofrénico" – 2008
- "Nada Es Imposible" – 2008
- "Fuera De Lugar" – 2009